# Líquens e ciclagem de nitrogênio
Algumas espécies de líquen são capazes de realizar a fixação de nitrogênio a partir da atmosfera. Esse processo depende da presença de cianobactérias como espécie parceira dentro do líquen. A capacidade de fixar nitrogênio permite que os líquens vivam em ambientes pobres em nutrientes. Os líquens também podem extrair nitrogênio das rochas nas quais crescem.
A fixação de nitrogênio, e consequentemente a abundância de líquens e suas plantas hospedeiras, pode ser reduzida pelo uso de fertilizantes agrícolas à base de nitrogênio e pela poluição atmosférica.

## O ciclo do nitrogênio
O ciclo do nitrogênio é um dos ciclos biogeoquímicos da Terra. Ele envolve a conversão do nitrogênio em diferentes formas químicas. Os principais processos do ciclo do nitrogênio são a fixação, amonificação, nitrificação e desnitrificação. Como um dos macronutrientes, o nitrogênio desempenha um papel importante no crescimento das plantas. O ciclo do nitrogênio é influenciado por fatores ambientais. Por exemplo, em charnecas subárticas, o aumento da temperatura pode causar um aumento ou diminuição da fixação de nitrogênio dependendo da estação, enquanto o aquecimento climático geral afeta indiretamente a vegetação, o que, por sua vez, influencia o processo de fixação de nitrogênio.

## Líquens
Os líquens são organismos simbióticos que desempenham um papel importante no ciclo biogeoquímico da Terra. As características dos líquens, como alta resistência à dessecação e a capacidade de crescer e degradar rochas, permitem que eles se desenvolvam em diversos tipos de ambientes, incluindo áreas com alta limitação de nitrogênio, como charnecas subárticas. Embora raro, a formação de acinetos (tipo de célula formada por cianobactérias, resistente ao frio e à dessecação) foi observada em líquens fixadores de nitrogênio. Dependendo do parceiro, os líquens obtêm carbono e nitrogênio de fotobiontes algais e cianobactérias (que fixam nitrogênio do ar). Os fungos dos líquens podem fixar nitrogênio durante o dia e a noite, desde que o período de escuridão não seja muito longo.

### Líquens fixadores e não fixadores de nitrogênio
Tanto os líquens fixadores quanto os não fixadores de nitrogênio absorvem nitrogênio do ambiente como nutriente. Ambos os tipos de líquens secretam diversos compostos orgânicos para absorver minerais dos substratos.
A principal diferença entre líquens fixadores e não fixadores de nitrogênio está no parceiro fotossintético: os líquens fixadores de nitrogênio são associados a cianobactérias, que fixam nitrogênio do ar, enquanto as algas verdes, parceiras dos líquens não fixadores, não realizam esse processo. A fixação de nitrogênio é energeticamente custosa devido à transformação química, e apenas cerca de 10% dos líquens são associados a cianobactérias. Em regiões agrícolas, líquens não fixadores de nitrogênio refletem a absorção de emissões de amônia, indicando menor valor de nitrogênio.
Alguns líquens, como Placopsis gelada, contêm tanto fotótrofos [en] fixadores quanto não fixadores de nitrogênio, nos quais Nostoc (cianobactéria fixadora de nitrogênio) reside em cefalódios [en] (estruturas pequenas semelhantes a galhas dentro do líquen, contendo simbiontes cianobactérias). Nesses casos, a diferenciação de heterocistos é maior nos cefalódios em comparação com líquens que têm Nostoc como simbionte primário, indicando que, na presença de fotótrofos não fixadores, Nostoc se especializa na fixação de nitrogênio.

## Interação com líquens

### Resposta ao nitrogênio e fósforo
A resposta de um líquen ao enriquecimento de nutrientes depende não apenas da espécie e de fatores ambientais, mas também, em parte, das concentrações de nutrientes no talo, como nitrogênio e fósforo.
Amônio, nitrato e nitrogênio orgânico podem ser assimilados por líquens, com o fósforo sendo um importante estimulante para cianolíquens [en]. O fotobionte torna-se menos dependente do suprimento de nutrientes do fungo quando a deposição de nitrogênio aumenta, pois pode acessar seu próprio nitrogênio, o que estimula o fotobionte, resultando em maior fotossíntese e aumento da entrada de carbono. No entanto, para líquens que não conseguem aumentar o crescimento do fotobionte, a deposição de nitrogênio pode ser prejudicial devido a concentrações de nitrogênio superiores às suas necessidades biológicas.
Em geral, quando uma célula algal liquenizada está limitada em nitrogênio, a adição de nitrogênio estimula o crescimento das células algais. Em condições de limitação de nitrogênio, a concentração de clorofila está positivamente correlacionada com o crescimento das células algais, indicando que, se a concentração de clorofila aumentar, a população de fotobiontes também aumentará. Como os líquens absorvem nitrogênio por fixação, eles reagem fortemente a mudanças na disponibilidade de nitrogênio, indicando sua sensibilidade a alterações ambientais. Segundo o experimento de Sparrius et al., quando fertilizantes nitrogenados foram adicionados ao solo, a cobertura de líquens foi reduzida em cerca de 50%, enquanto a adição de fósforo mostrou o resultado oposto. Em regiões como a floresta boreal, onde nitrogênio e fósforo são nutrientes limitantes, a proporção entre eles deve ser equilibrada para que a interação simbiótica ocorra adequadamente. A poluição geral do clima, indicada pela concentração de óxidos de nitrogênio, também pode afetar o crescimento de líquens. Comparados a briófitas (plantas terrestres não vasculares), que também são sensíveis a fertilizantes nitrogenados, os líquens apresentaram uma resposta muito mais forte.

### Metabolismo de nitrogênio
Existem muitas espécies diferentes de líquens, e cada uma tem sua própria forma de alocar nitrogênio. Os líquens não fixadores de nitrogênio investem uma grande quantidade de nitrogênio no tecido fotossintético, enquanto os líquens fixadores de nitrogênio investem no tecido fúngico. Líquens fixadores de nitrogênio conseguem obter apenas uma certa quantidade de nitrogênio, pois a adição de amônio reduz sua taxa de fixação de nitrogênio, diminuindo a quantidade de nitrogênio exportada para as hifas adjacentes. A fixação de nitrogênio é dependente de energia e muito custosa para os líquens. Em regiões com alta deposição de nitrogênio, os líquens apresentam menor absorção de nitrogênio em comparação com líquens algais verdes da Antártida, que absorvem 90% do nitrogênio depositado nas formas de nitrato e amônio. Algumas espécies de líquens conseguem evitar a assimilação de quantidades excessivas de nitrogênio para manter uma concentração equilibrada nos tecidos. A maioria das espécies de líquens absorve mais NH4+ do que NO3-, e o impacto da temperatura na taxa de fixação é consistente com a cinética enzimática normal.

### Efeitos da fixação de nitrogênio
Líquens fixadores de nitrogênio fixam ativamente o nitrogênio atmosférico utilizando Nostoc, localizado em cefalódios. Os líquens são sensíveis à disponibilidade de nitrogênio. Após a fixação de nitrogênio, há um aumento no crescimento das células algais, na concentração de clorofila e na população de fotobiontes. Embora custoso, em regiões onde a disponibilidade de nitrogênio é baixa, a fixação é a principal forma de os líquens absorverem nitrogênio, um macronutriente essencial.

## Importância

### Ecologia
O nitrogênio, como macronutriente e parte de um ciclo biogeoquímico, também afeta a ecologia. Por meio do ciclo do nitrogênio, ele é convertido em formas químicas que as plantas podem absorver como nutrientes. Em algumas regiões do mundo, as plantas não conseguem sobreviver devido a ambientes hostis e à falta de nutrientes, como o nitrogênio. Isso significa que, em certas regiões, o ciclo biogeoquímico (incluindo o ciclo do nitrogênio e o ciclo do carbono) não funciona de maneira eficiente. Os líquens conseguem absorver nitrogênio em várias formas do solo, rochas e ar, participando simultaneamente do ciclo do carbono. Embora apenas uma pequena fração dos líquens tenha a capacidade de fixar nitrogênio, isso permite que se espalhem pelo mundo e sobrevivam até mesmo em ambientes hostis.
Os fertilizantes nitrogenados industriais impactaram significativamente a vegetação e a agricultura em todo o mundo, aumentando a quantidade e a qualidade dos alimentos, mas com impactos negativos na ecologia a longo prazo. A deposição de nitrogênio causa acidificação do solo, e o nitrogênio dos fertilizantes frequentemente é lixiviado pelo solo e pela água, escoando para outras áreas. A acidificação do solo aumenta a toxicidade, reduzindo a biodiversidade vegetal, e, dependendo do nível de toxicidade, metais pesados, como alumínio e ferro, podem ser liberados no solo e na água.

### Rochas e solo
O manto terrestre contém nitrogênio não atmosférico na forma de rochas e no solo. O intemperismo de rochas e pedras é geralmente causado por processos físicos, químicos e biológicos. As plantas não conseguem absorver nitrogênio diretamente das rochas, mas os fungos sim. Os fungos dentro dos líquens podem extrair nutrientes de superfícies minerais secretando ácidos orgânicos. Esses ácidos orgânicos (por exemplo, ácidos fenólicos) são importantes na solubilização de nutrientes a partir de substratos inorgânicos. Um estudo foi conduzido para testar a solubilização de fosfato de rocha por fungos formadores de líquens. Bactérias aderidas a superfícies bióticas ou abióticas estimulam a síntese de exopolissacarídeos. Embora os líquens tenham a capacidade de absorver nitrogênio de rochas, isso representa apenas uma pequena parte do ciclo do nitrogênio em comparação com a conversão de nitrogênio atmosférico, que é mais facilmente disponível.

### Efeitos na vegetação
Os fotobiontes tornam-se menos dependentes do suprimento de nutrientes fúngicos quando a deposição de nitrogênio aumenta, pois conseguem acessar seu próprio nitrogênio, reduzindo a limitação de nutrientes dos produtores primários.
O nitrogênio é um dos nutrientes mais limitantes, e sua adição estimula o fotobionte, promovendo o crescimento de suas células, o que aumenta a fotossíntese e a entrada de carbono. Diversos compostos nitrogenados podem ser assimilados por líquens, como NH4+, NO3- e compostos orgânicos de nitrogênio. A deposição de nitrogênio reduz a limitação de nutrientes na produção primária. O aumento da deposição de nitrogênio permite que o fotobionte acesse seu próprio nitrogênio, tornando-o menos dependente do fungo, mas apenas até certo ponto.
Dependendo da disponibilidade de nitrogênio no ambiente, a adição de nitrogênio pode aumentar ou diminuir o crescimento do líquen. Se o líquen não consegue aumentar o crescimento do fotobionte, a alta absorção de nitrogênio pode resultar em uma concentração superior à necessária fisiologicamente, o que afetará negativamente o líquen e sua planta hospedeira, pois outros nutrientes são muito limitantes.
A resposta dos líquens ao enriquecimento de nutrientes é específica para cada espécie e depende de fatores ambientais, como concentração de nutrientes, disponibilidade de luz e suprimento de água.

## Estresse por nitrogênio
Os líquens são sensíveis ao nitrogênio, e mudanças na disponibilidade de nitrogênio podem afetar significativamente sua saúde.
Os dois principais fatores de estresse por nitrogênio para líquens são a deficiência de nitrogênio e a alta deposição de nitrogênio. Ambos os tipos de estresse resultam na redução da taxa de expansão do talo nos líquens. Líquens sob estresse por nitrogênio não mostraram mudanças significativas nas proporções de quitina:clorofila, mas a concentração de ergosterol aumentou significativamente, indicando uma maior demanda no sistema respiratório.
De acordo com experimentos, a toxicidade do amônio devido à deposição de nitrogênio reduziu significativamente a vitalidade dos líquens em diferentes regiões, como dunas interiores, condições boreais e charnecas subárticas.